# Pteris usambarensis
Pteris usambarensis är en kantbräkenväxtart som beskrevs av Georg Hans Emmo Wolfgang Hieronymus. Pteris usambarensis ingår i släktet Pteris och familjen Pteridaceae. Inga underarter finns listade.